# Kasteel van Montagu
Het Kasteel van Montagu (Frans: Château de Montagu) is een kasteel in de Franse gemeente Marcoussis.